# Cyrtopogon maculipennis
Cyrtopogon maculipennis là một loài ruồi trong họ Asilidae. Cyrtopogon maculipennis được Macquart miêu tả năm 1834.